# میل-۱۷
میل-۱۷ (به روسی: Миля-17) (نام ناتو: Hip) بالگرد ترابری-نظامی دوموتورهٔ روسی است که در شرکت بالگرد سازی میل مسکو طراحی شده و از سال ۱۹۷۷ تاکنون در دو کارخانه کازان و اولان-اوده تولید می‌شود.در حدود ۱۵۰۰۰ فروند میل-۱۷ تا به حال ساخته شده که در ۷۰ کشور مشغول خدمت هستند.
میل-۱۷ بر اساس بدنه پروازی بالگرد ترابری میل-۸ ساخته شده و به همین جهت گاهی مدلی از میل-۸ هم محسوب می‌شود. میل-۸ نخستین بار در سال ۱۹۶۱ پرواز کرده و از سال ۱۹۶۷ فعالیت رسمی در ارتش شوروی را آغاز کرده بود. میل-۱۷ در ۱۹۷۵ برای نخستین بار به پرواز درآمد و دو سال بعد وارد ارتش شوروی شد. مدل‌های مسلحی از میل-۱۷ هم برای ماموریت‌های تهاجمی و ضد تانک ساخته شده‌اند ضمن اینکه این بالکرد پایه‌ای برای طراحی بالگرد تهاجمی-ترابری میل-۲۴ بود.
میل-۱۷ بالگردی با پروانهٔ اصلی ۵ پره و دو موتور توربوشفت کلیموف هر یک به قدرت ۲۱۹۰ اسب بخار است. وزن خالی این بالگرد ۷۴۸۹ کیلوگرم است و قادر است با حداکثر ۱۳ تن وزن از زمین برخیزد. میل-۱۷ ظرفیت حمل ۳۰ سرباز یا ۱۲ برانکارد یا ۴ تُن بار در داخل یا ۵ تُن بار در خارج بالگرد را دارد و حداکثر سرعت آن به ۲۵۰ کیلومتر بر ساعت و سرعت صعود آن به ۸ متر بر ثانیه می‌رسد. برد عملیاتی میل-۱۷ حدود ۴۶۵ کیلومتر و سقف پرواز خدمتی آن ۶ هزار متر است و برای ماموریت‌های تهاجمی می‌توان آن را با حداکثر ۱۵۰۰ کیلوگرم موشک، راکت، بمب و غلاف تیربار مجهز کرد.

## نگارخانه

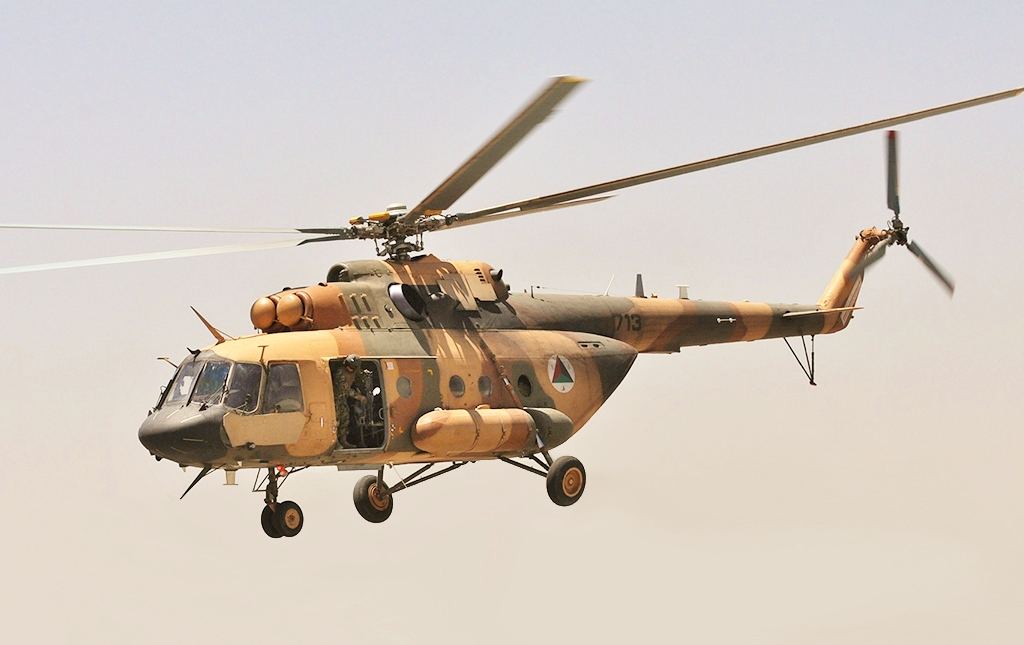
بالگرد میل-۱۷ نیروی هوایی افغانستان
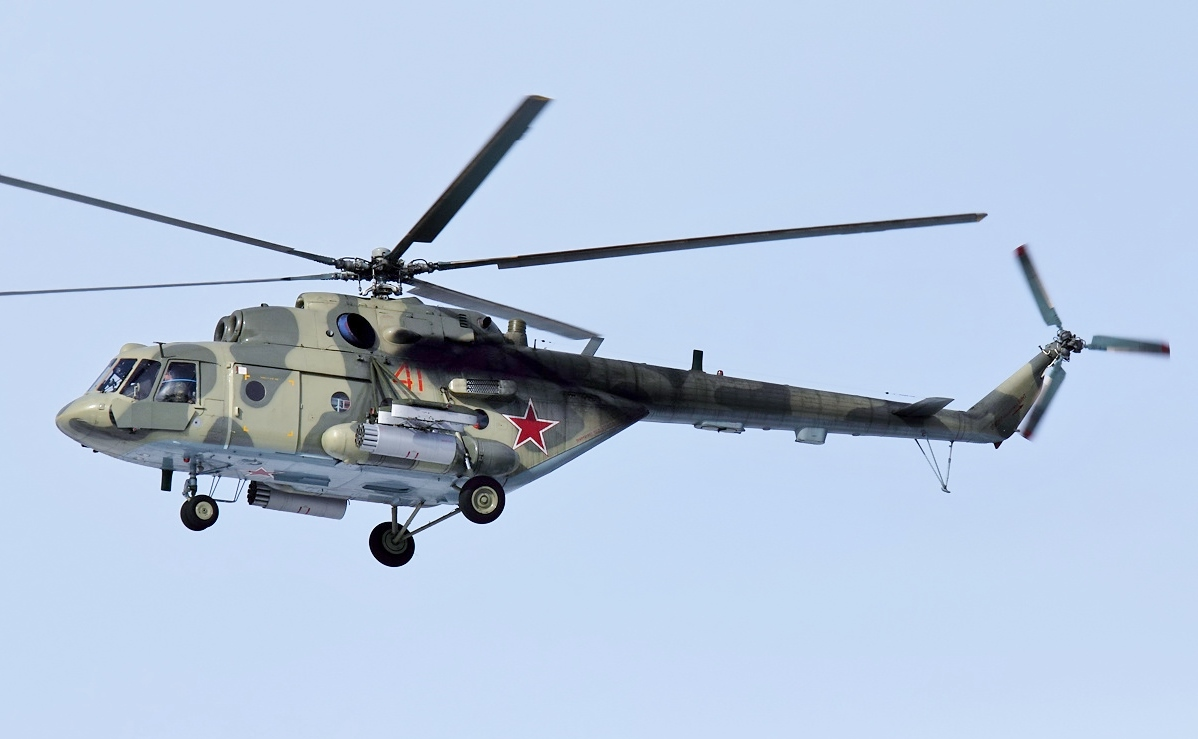
میل ۱۷ روسیه
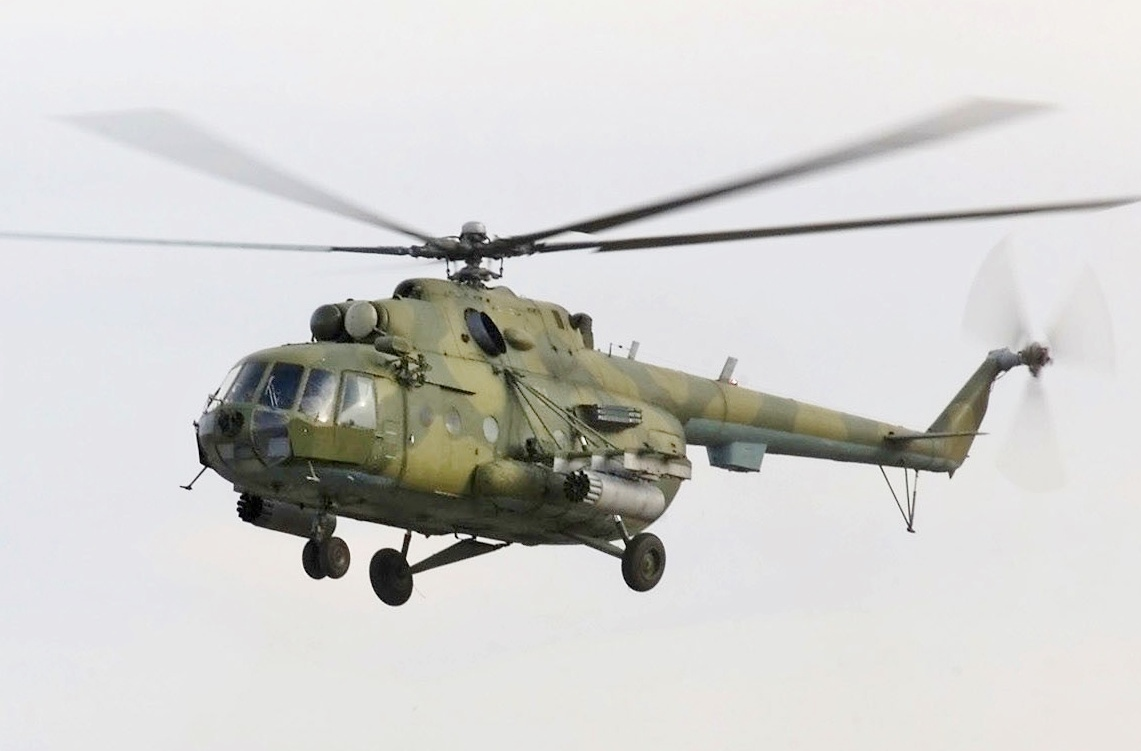
میل ۱۷ قزاقستان
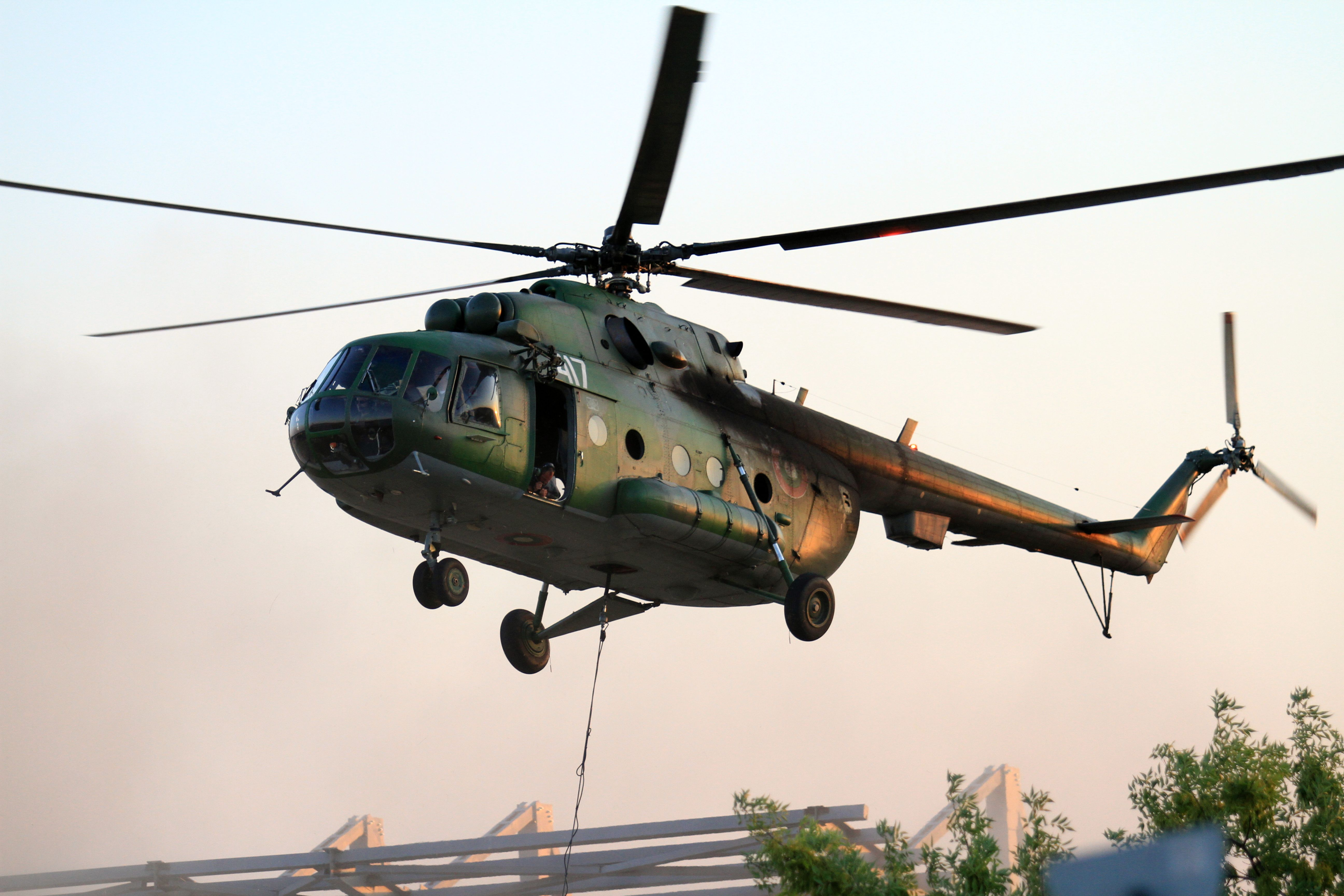
میل ۱۷ بلغارستان
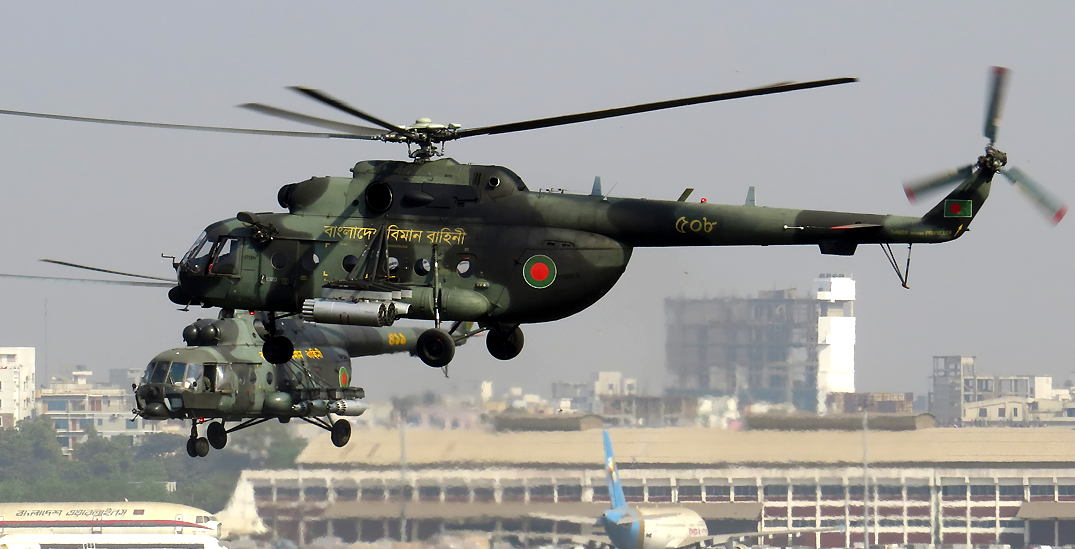
بنگلادش
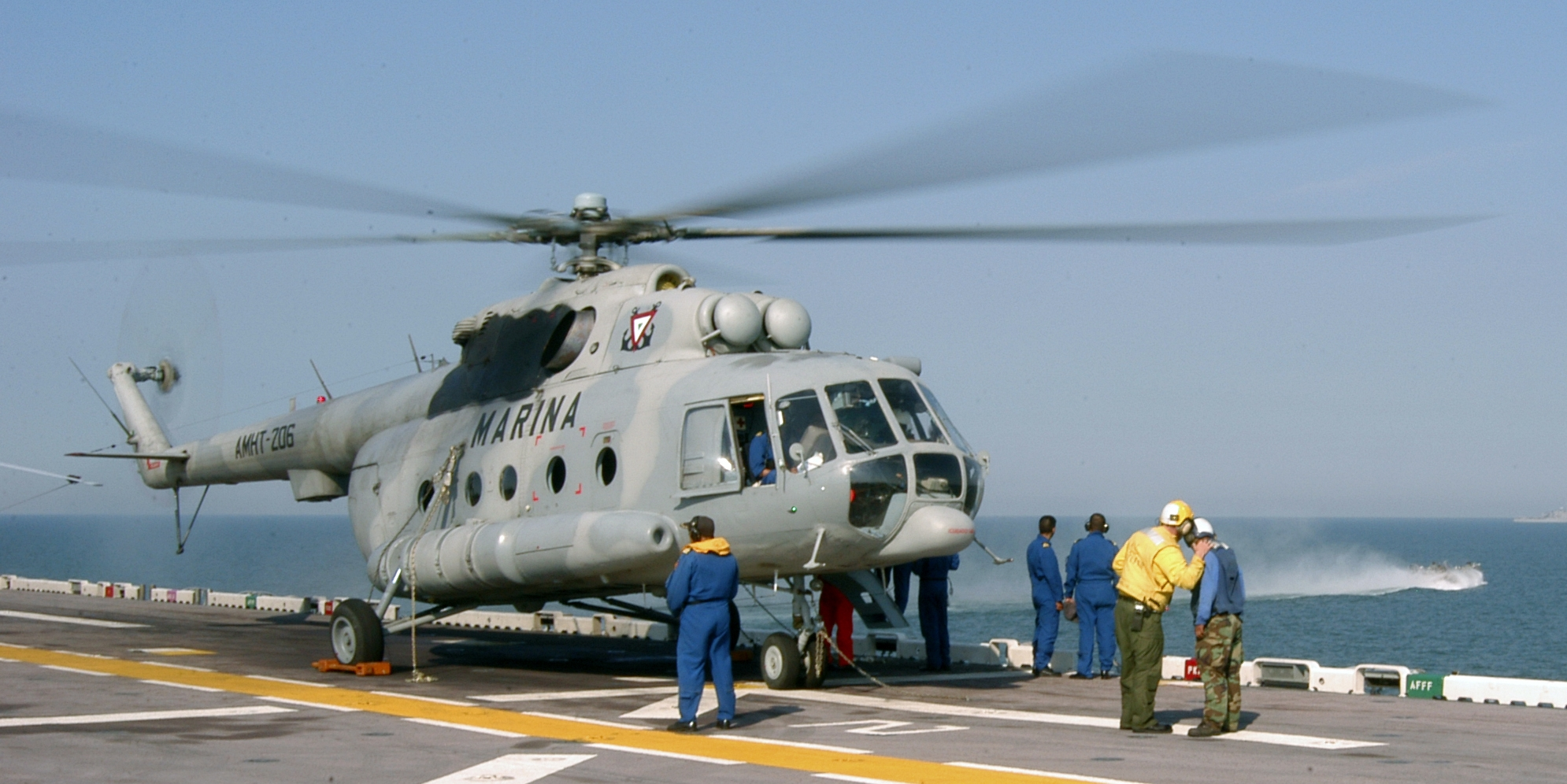
مکزیک
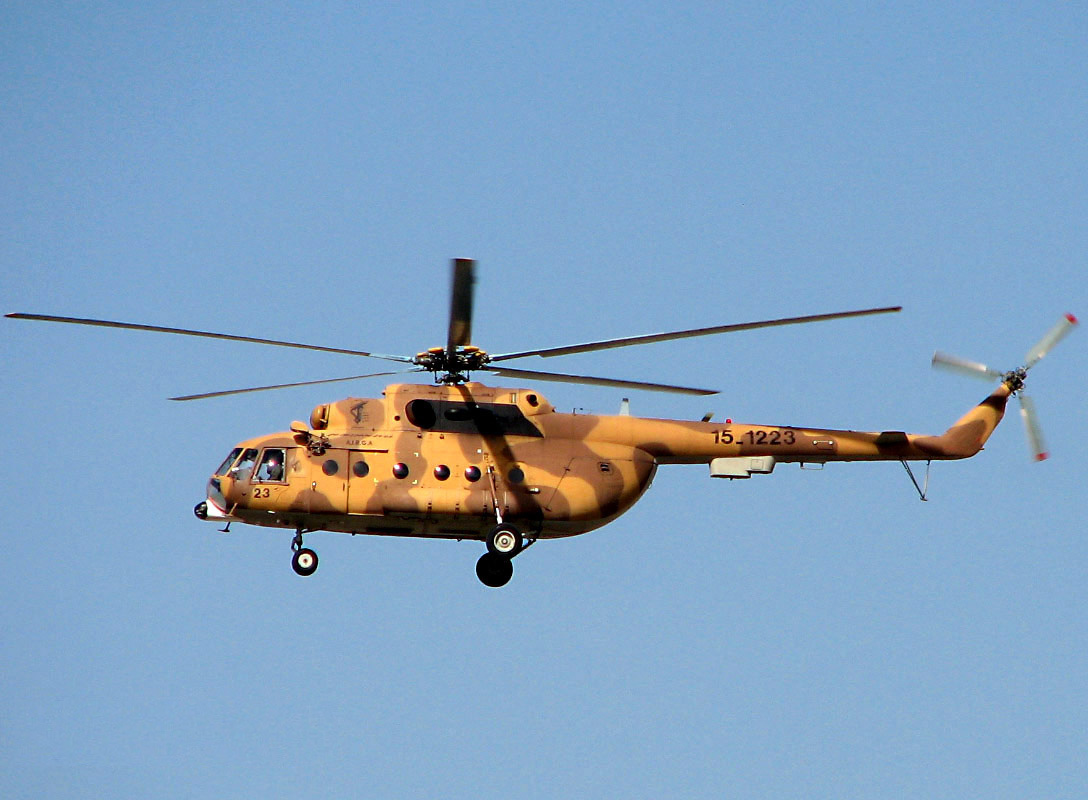
بالگرد میل-۱۷ نیروی زمینی سپاه پاسداران انقلاب اسلامی